# Cefalohematoma
El cefalohematoma es una acumulación de sangre ubicada debajo del cuero cabelludo producida por una hemorragia subperióstica. Por lo general, a diferencia del caput succedaneum, un cefalohematoma es unilateral (sólo se presenta en uno de los lados de la cabeza), ya que al ser subperióstica no traspasa las suturas óseas.

## En el nacimiento
El cefalohematoma se aprecia como un bulto en la cabeza del bebé, habitualmente algunas horas después del nacimiento. Suele formarse por algún tipo de traumatismo durante el trabajo del parto y puede pasar inadvertido en el momento de nacer, pues aumenta lentamente de tamaño en los primeros días posteriores al nacimiento. El organismo reabsorbe la sangre acumulada hasta eliminarla. Según su tamaño, la mayoría de los cefalohematomas demoran de dos semanas a cinco meses en desaparecer completamente. Los cefalohematomas no requieren tratamiento. En algunos casos deben ponerle un pequeño casco de presión que facilita la eliminación de la sangre, y mientras más pequeño se inicie este tratamiento al bebé, más pronto desaparecerá. Ahora bien, si el cefalohematoma es extenso, algunos bebés pueden desarrollar complicaciones, como hiperbilirrubinemia o ictericia del recién nacido (debido a la destrucción de los glóbulos rojos), anemia de comienzo tardío y osteomielitis. 
- Datos: Q419938
- Multimedia: Cephalohematoma / Q419938